# Islas Foça
Islas Foça (en turco: Foça adaları) es un grupo de islas pertenecientes a la provincia de Esmirna), en el mar Egeo al oeste de Turquía entre los continentes europeo y asiático, cerca de la ciudad de Foça. La isla más grande es Uzunada. El grupo de islas incluye Fenerada y Incirada.